# Meurtre de Gwenn à Vivoin
Le meurtre de Gwenn à Vivoin est un homicide volontaire commis à Vivoin, dans la Sarthe, en 2018, par Rémy P. contre son beau-fils autiste de 22 ans, Gwenn. Rémy P. l'a roué de coups en touchant des points vitaux, avant de le jeter dans la rivière afin de simuler un accident. 
Il est finalement condamné à trente ans de réclusion criminelle.

## Chronologie des faits

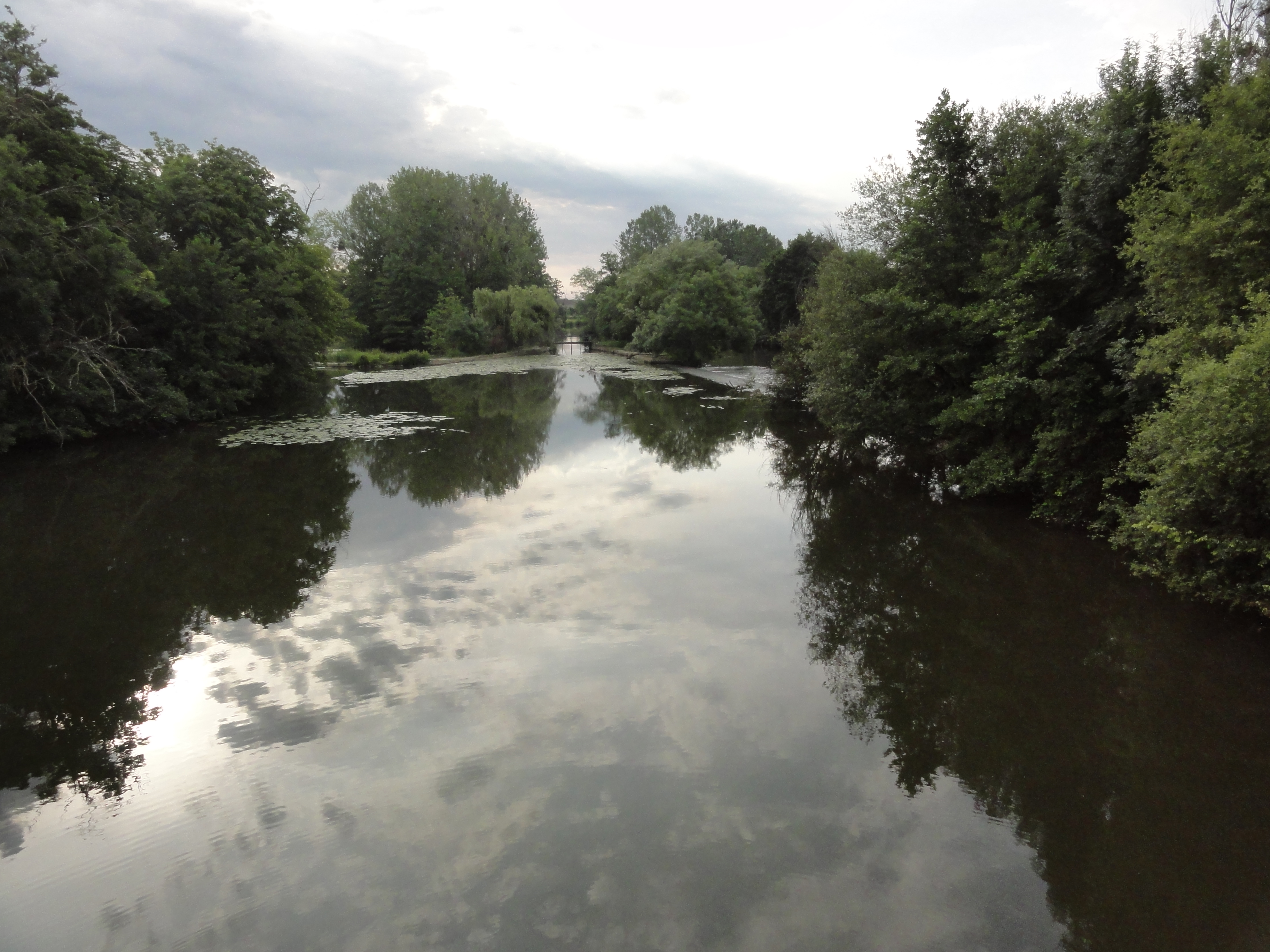
La Sarthe à Vivoin.

Durant la nuit du 8 au 9 juin 2018, un homme de 53 ans, Rémy P., qui vit dans une petite caravane sur un terrain de loisirs de Vivoin au bord de la Sarthe, déboule sur le camping du lieu-dit Bas-Rivière et frappe son beau-fils autiste, Gwenn, sur des points vitaux tout en hurlant « Je vais te tuer, je vais te crever ! »,,. Il s'était absenté pour chercher de quoi préparer un barbecue, mais ne le voyant pas revenir, la famille a dîné avant de partir se coucher. Cela énerve Rémy P., qui saisit le prétexte que Gwenn a renversé un seau pour le battre à mort. Il le frappe avec une chaise, le projette contre un arbre, puis le jette dans la rivière, avant de le laisser agoniser dans l'herbe sur la berge.
Le jeune frère de la victime (14 ans) et sa mère, Nathalie, assistent au déferlement de coups. Nathalie reçoit un coup à la mâchoire qui lui cause une fracture, en tentant de protéger son fils. Durant la nuit, elle persuade son conjoint de ramener Gwenn dans la caravane : il est encore vivant mais respire difficilement. Il décède durant la nuit.
Le lendemain matin, lorsque le corps de Gwenn est découvert et qu'un médecin du SAMU arrive sur place, les témoins inventent une histoire d'accident sous la pression du meurtrier : ils prétendent que Gwenn a fait un malaise et s'est cogné la tête lui-même,. Le premier médecin qui examine le corps délivre le permis d'inhumer, malgré la présence bien visible de coups. Les funérailles sont prévues le 14 juin 2018.
Le maire de Meurcé Michel Chabrerie, qui est médecin et connaissait bien la victime dans le cadre de sa participation aux animations du village, intervient afin de dénoncer ce meurtre qui, sans son intervention, serait « passé inaperçu »,. En effet, ayant connaissance du casier judiciaire de Rémy P., il met en doute la thèse de l'accident et se rappelle avoir déjà fait un signalement deux ans auparavant. Il contacte la mairie de Vivoin, qui l'oriente vers l'employée des pompes funèbres chargée de préparer le corps de Gwenn ; cette dernière lui témoigne souffrir d'insomnies car le certificat de décès pour causes naturelles ne cadre pas avec l'état du corps qu'elle voit ; elle lui envoie des photographies qui orientent Michel Chabrerie vers la thèse du meurtre. C'est Michel Chabrerie qui alerte le procureur de la République, menant à une ré-ouverture du dossier puis à une autopsie du corps de Gwenn,. Les obsèques de la victime sont reportées au 22 juin afin de permettre l'autopsie. Le beau-père de Gwenn prend la fuite avant son interpellation, puis est retrouvé alors qu'il regagne le Sarthe grâce à une brigade par hélicoptère. Il est placé en détention à la maison d'arrêt des Croisettes.
L'autopsie de la victime par le médecin légiste révèle une quarantaine de traces de coups d'une « haute intensité » en raison de la profondeur des lésions, et la présence d'une cinquantaine d'ecchymoses sur le corps. Si quasiment toutes les parties du corps ont subi des coups, la cause du décès est une hémorragie sous-durale entre l'os et le cerveau qui a plongé Gwenn dans le coma, puis en détresse respiratoire et arrêt cardiaque ; cette plaie mesure 8,5 cm. Une quinzaine de plaies sont graves. La victime n'a aucune marque témoignant qu'il se soit défendu contre l'agression. D'après le médecin légiste, si Gwenn avait reçu des soins immédiatement après les coups, il aurait pu y survivre.
Les 4 et 5 juillet 2019, la scène de crime est reconstituée par une vingtaine de gendarmes.

## Profil du meurtrier et de la victime
Gwenn est décrit comme « un enfant dans un corps d'adulte », un « vrai gentil sans défenses ». D'après la psychiatre qui a examiné son dossier, il était incapable de se défendre. Il est diagnostiqué avec un autisme sévère ou profond : il ne parlait pas. Le maire de Meurcé Michel Chabrerie le décrit comme « pas peureux, il regardait dans les yeux, faisait des sourires ». Il ajoute que Gwenn « n'était pas un imbécile, même s'il ne parlait pas ».
Le meurtrier, Rémy P., est connu pour son passif de violences ; il vivait depuis quatre ans avec la mère de Gwenn,. Il est décrit comme « instable, impulsif et intolérant à la frustration ». Il avait déjà été examiné en 1999, et décrit comme « névrotique, hystérique et surtout psychopathique ».

## Procès
Le meurtrier est jugé en cour d'assises, pour homicide sur personne vulnérable,.
Le second jour du procès, les proches de Rémy P. livrent des témoignages « accablants », décrivant le climat « d'emprise et de terreur » que l'accusé impose à ses proches,. L'accusé reconnaît avoir menacé les témoins pour qu'ils inventent une histoire d'accident auprès des gendarmes venus enquêter. Interrogé, l'accusé déclare « Il n'avait rien fait ce gosse », puis refuse de répondre et invoque son droit au silence.
L'avocate de l'accusé, Maître Blandine Héricher-Mazel, plaide l'homicide involontaire, déclarant « mon client n'est pas un monstre ».
Le 26 mars 2021, au terme des trois jours de procès, l'avocate générale requiert trente ans de réclusion criminelle, soit une peine à perpétuité, en raison de l'extrême violence de l'accusé et de son intention de tuer son beau-fils (homicide volontaire). Rémy P. est condamné à trente ans de réclusion,.